# Езёрки (Августовский повет)
Езёрки (пол. Jeziorki) — деревня в Августовском повете Подляского воеводства Польши. Входит в состав гмины Августув. Находится у автодороги 16 примерно в 10 км к западу от города Августов. По данным переписи 2011 года, в деревне проживало 315 человек. Название деревни происходит от расположенного здесь небольшого озера.